# Xwla (Sprache)
Xwla (auch: Phla, Gbe, Western-Xwla, Xwla-Gbe) ist die Sprache des gleichnamigen Volkes Hwla.
Xwla gehört zu den Kwa-Sprachen.
Die Hwla leben nach einer Quelle lediglich in Togo mit einer Sprecherzahl von 24.000, nach einer weiteren Quelle auch im Benin. Insgesamt geht man von ca. 71.000 Sprecher des Xwla aus. Im Benin sprechen Xwla ca. 50.000 Menschen (2002), in Togo ca. 21.000.
In Togo leben die Xwla-Sprecher im südöstlichen Landesteil am Fluss Mono. Soweit Quellen von Xwla-Sprechern in Benin ausgehen, geben diese Quellen den südlichen Landesteil Benins an der Westgrenze der Provinz Mono in der Subpräfektur Grand-Popo, in der Provinz Atlantique in der Subpräfektur Ouidali und letztlich in der Provinz Littoral.